# Sem'desjat dva gradusa niže nulja
Sem'desjat dva gradusa niže nulja (Семьдесят два градуса ниже нуля) è un film del 1976 diretto da Sergej Danilin e Evgenij Tatarskij.

## Trama
L'unica stazione di Vostok, situata al polo geomagnetico della Terra, era minacciata di chiusura a causa della mancanza di carburante. Un distaccamento di volontari della stazione Mirny viene chiamato per salvare la situazione. Dopo aver consegnato un treno a cingoli con carburante agli svernanti della stazione di Vostok, il distaccamento di Gavrilov, nonostante la lunga notte polare inesorabilmente prossima, partì per Mirnyj.